# 何澹
何澹（1146年—1219年），字自然，处州龙泉县上河村（今浙江省丽水市龙泉县）人，一作括苍（今浙江乐清）人。南宋中期大臣，宋宁宗时参知政事。
何澹美姿容，善谈论。宋孝宗乾道二年（1166年）进士。淳熙二年（1175年）授秘书省正字，淳熙三年（1176年）为武学谕。淳熙四年（1177年）为校书郎、秘书郎。淳熙九年（1182年），担任秘书丞。淳熙十年（1183年），为著作郎。淳熙十二年（1185年），为将作少监。淳熙十三年（1186年），为将作监。淳熙十五年（1188年），为国子司业，转任国子祭酒。官至兵部侍郎。
宋光宗即位，绍熙元年（1190年）拜右谏议大夫兼侍讲，进御史中丞。本因周必大厚待，担任学官，因为二年不升官，留正上奏才得以升官，于是弹劾罢免周必大。母亲去世，服丧期应当辞官，顾虑再三，公论纷纷，于是才去职守丧。服丧终制，担任焕章阁学士，出知泉州、明州。宋宁宗即位，庆元元年（1195年），再为御史中丞。庆元二年（1196年）自御史中丞任同知枢密院事，四月任参知政事。他急于做官，阿附权贵，赞成韩侂胄庆元党禁。庆元六年（1200年）二月，任知枢密院事兼参知政事。吴曦贿赂宰执，想要驻守巴蜀，何澹因未得贿赂而持异议，触怒韩侂胄，于是提举洞霄宫。不久，起知福州。写信请求韩侂胄，进观文殿学士、知隆兴府。后担任江、淮制置大使兼知建康府，改为湖北安抚使，知江陵府。韩侂胄被杀，何澹因为早早离职免于一死，死后赠少师。有《小山集》。今存词《鹧鸪天·绕花台》等五首。

## 延伸阅读
[在维基数据编辑]
 《宋史·卷394》，出自脱脱《宋史》